# Aeroportul Newquay Cornwall
Aeroportul Newquay Cornwall (IATA: NQY, ICAO: EGHQ) este un aeroport din St Mawgan⁠(d), Mawgan-in-Pydar⁠(d), Cornwall⁠(d), Cornwall, South West England, Anglia, Regatul Unit ce deservește zona Newquay. Aeroportul a fost tranzitat în 2022 de 244.674 de pasageri. A fost deschis în 1933 și numit după Cornwall.
Situat la o altitudine de 119 m, aeroportul dispune de 1 pistă.

## Infrastructură

### Piste
Aeroportul dispune de o singură pistă. Pista 12/30 are suprafața de asfalt și dimensiunile 2.744 m × 45 m. 